# Micro-région de Zirc
La micro-région de Zirc (en hongrois : zirci kistérség) est une micro-région statistique hongroise rassemblant plusieurs localités autour de Zirc.